# Fernando Castillo Velasco
Fernando Castillo Velasco (Santiago, 15 de agosto de 1918-Santiago, 18 de julio de 2013) fue un arquitecto y político chileno, que ocupó los cargos de rector de la Pontificia Universidad Católica, intendente de la Región Metropolitana de Santiago y alcalde de La Reina en 4 periodos (tiene el título honorífico de Padre Ilustre de esta comuna). Como arquitecto recibió importantes premios, entre los que destacan el Premio Nacional de Arquitectura de Chile en 1983.

## Biografía
Hijo de Eduardo Castillo Urizar, quien fuese Conservador de Bienes Raíces de Santiago, y de Elena Velasco. Fernando Castillo Velasco fue el cuarto de cinco hermanos: Eduardo fue alcalde de Ñuñoa; Jaime, ministro de Justicia del gobierno de Eduardo Frei Montalva y posteriormente un destacado político Demócrata Cristiano y activista defensor de los Derechos Humanos durante la dictadura militar; sus hermanas fueron Elena y Carmen.
Su infancia la vivió en la quinta Los Guindos, en la actual comuna de La Reina, donde nació y vivió toda su vida. Estudió en el Liceo Alemán de Santiago, donde no se destacó por ser un alumno brillante. Durante esta época, conoció a Mónica Echeverría, que se convertiría en su esposa en 1944 y con quien tendría cinco hijos: la documentalista Carmen, Cristián, Fernando José, uno de los líderes de la llamada comunidad o secta de Pirque, Consuelo y Javier, fallecido en un accidente automovilístico a principios de las años setenta.
En 1937 ingresó a la carrera de arquitectura de la Universidad Católica; comenzó a trabajar en su profesión antes de obtener el título, lo que sucedió en 1947. En 1948 construyó la casa de Guardia Vieja 392, que sería habitada por Salvador Allende entre 1953 y 1971.
Junto con algunos de sus compañeros de universidad —Carlos Bresciani, Héctor Valdés y Carlos Huidobro—, montan un estudio arquitectónico que se destacará por consolidar una tendencia moderna, radical y desafiante: las Torres de Tajamar, el Casino de Arica, la Unidad Vecinal Portales, la Universidad Técnica del Estado y la Comunidad Habitacional Matta Viel serán de sus más connotadas obras.

### Docencia y política
Es nombrado, en 1958, profesor de su alma mater, de la cual llegará a ser rector.
En diciembre de 1964, cuando se iniciaba el gobierno de Eduardo Frei Montalva, este lo designa alcalde de la recién creada comuna santiaguina de La Reina, asumiendo el cargo el 14 de dicho mes. Posteriormente Castillo Velasco, de militancia democratacristiana, será ratificado en elecciones democráticas. En su primer período al frente de esa municipalidad, destacaron sus innovadoras políticas públicas que eran el ejemplo más evidenciador de lo que había prometido su partido en las presidenciales de 1964. La construcción de la Villa La Reina y la creación de múltiples programas de ayuda a personas en riesgo social marcan un hito en la administración de Castillo Velasco en la comuna. De hecho, es el fundador de lo que hoy se conoce como La Reina.
A poco de iniciarse, en 1967, el movimiento de la reforma en la Universidad Católica, profesores y estudiantes acuerdan presentar como candidato a prorrector a Castillo Velasco. Los jóvenes pedían la renuncia del rector monseñor Alfredo Silva Santiago, para lo cual solicitaban la designación de un prorrector que lo reemplazara en sus funciones y preparara el claustro que debía elegir al nuevo rector que llevaría a cabo las reformas demandadas. Silva Santiago accedió al nombramiento de Castillo Velasco y después, debido a las presiones del arzobispo de Santiago, cardenal Raúl Silva Henríquez y del alumnado, renunció a su cargo. La Santa Sede nombró entonces rector ad interinum al profesor Castillo Velasco.
A pesar de su negativa a presentarse como candidato en el claustro, Castillo Velasco fue elegido rector, pasando a ser así el primero y único elegido en aquella casa de estudios por la comunidad universitaria.
El período de Castillo Velasco como rector coincidió con los años más agitados de la historia de Chile. El gobierno de Salvador Allende llevará a cabo profundas reformas en el sistema político y social, y el ambiente generado por esto contribuirá a que el rector de la Universidad Católica logre realizar una parte importante de los cambios que exigían los jóvenes, convirtiendo a esa casa de estudios en una entidad más cercana a la sociedad y más democrática.
Castillo Velasco desarrolló reformas que permitieron que la comunidad universitaria participara en la administración de la casa de estudios, cuestión que antes estaba reservada a dignatarios eclesiásticos y autoridades designadas por estos. La expansión de la universidad en los ámbitos de la investigación y de programas sociales fue solo una de las tantas reformas plasmadas bajo el rectorado de Fernando Castillo Velasco.
El golpe militar encabezado por el general Augusto Pinochet, que el 11 de septiembre de 1973 derrocó al presidente Salvador Allende, puso fin a la gestión de Castillo Velasco: los golpistas nombraron rectores delegados en todas las universidades de Chile; particularmente, Castillo Velasco fue reemplazado por el vicealmirante (R) Jorge Swett Madge.

### Exilio y retorno a Chile

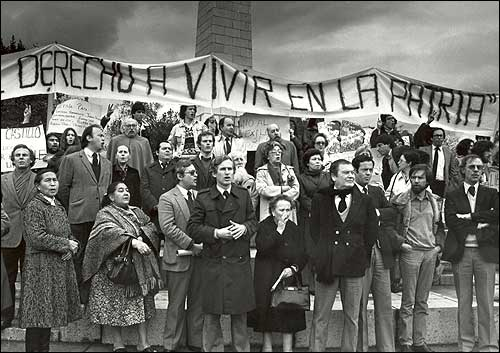
Fotografía de una protesta contra la dictadura militar en 1985. En primera fila se puede observar a Fernando Castillo Velasco junto a Adolfo Zaldívar.

Debido a la militancia de dos de sus hijos en el MIR y a la consiguiente persecución por los órganos represivos de la dictadura militar, Castillo Velasco y su esposa aceptan la invitación de la Universidad de Cambridge para unirse a su planta docente. En 1974 parten a Inglaterra, mientras Cristián y Carmen permanecen luchando en la clandestinidad contra la dictadura.
Después de Cambridge, viaja a Caracas, donde se convierte en profesor de la Universidad Central de Venezuela. Allí continuará su exilio junto con su hermano Jaime Castillo Velasco, que fue expulsado de Chile por la dictadura militar de Augusto Pinochet debido a sus actividades en defensa de los derechos humanos. Finalmente, ambos regresan a Chile en 1978.
Durante los primeros años de la década de los ochenta, Castillo Velasco escribió una serie de artículos en la revista opositora Análisis, de la cual posteriormente llegaría a ser director. Se convierte en uno de los principales opositores al régimen de Pinochet, manteniendo incluso diferencias con miembros de su partido por la manera de  enfrentarse a la dictadura. Durante ese período ejerció como presidente de la Academia de Humanismo Cristiano. 
En 1982 se convierte en uno de los fundadores de la Universidad ARCIS junto a otros académicos y artistas, y sus célebres obras arquitectónicas, las Comunidades Castillo Velasco vivirán un auge en esta época, construyéndose en gran número en el sector oriente de la capital.
Fue durante esa década que recibió importantes galardones, como los premios Nacional de Arquitectura (1983) y el América (1989),
En 1987 presidió la VI Bienal de Arquitectura y Urbanismo de Chile, bajo el tema de "Indagar el Futuro para poder construir el Presente". Como base para esa Bienal,convocó, según lo consigna él mismo, a "connotados intelectuales, arquitectos, economistas, planificadores y urbanistas que intentan encontrar un vínculo entre los diferentes escenarios que se presentan como posibles y los ideales sociales que cada uno abraza". Las propuestas elaboradas por estos 25 destacados intelectuales, bajo la dirección de Fernando Castillo, se compilaron en un libro editado por el Colegio de Arquitectos bajo el título "Chile: Espacio y futuro" que sirvió de contexto a las distintas actividades de la VI Bienal - los debates, las exposiciones de obras de arquitectura, las charlas y los encuentros de todo tipo que se produjesen - se realizaran de manera de hacer posible avanzar las ideas en mayor profundidad dentro de cada tema, todos ellos  inmersos en la gran temática de Chile: Espacio y Futuro.
Fue también durante esa década que contrajo un cáncer de laringe que lo afectó muchísimo, pese a lo cual siguió desarrollando sus actividades con una fuerza de voluntad notable. Después de muchas operaciones, Castillo Velasco logra vencer a la muerte, pero su voz quedará marcada para siempre por la enfermedad.
El dolor que le causa el hecho de que sus hijos, por tener prohibida la entrada a Chile, no puedan acompañarlo en esos momentos, que cree serán los últimos de su vida, lleva a Castillo Velasco a escribir el célebre documento Yo apelo. Finalmente, el 28 de mayo de 1987, las autoridades autorizan a sus hijos a volver.

### Alcalde e intendente

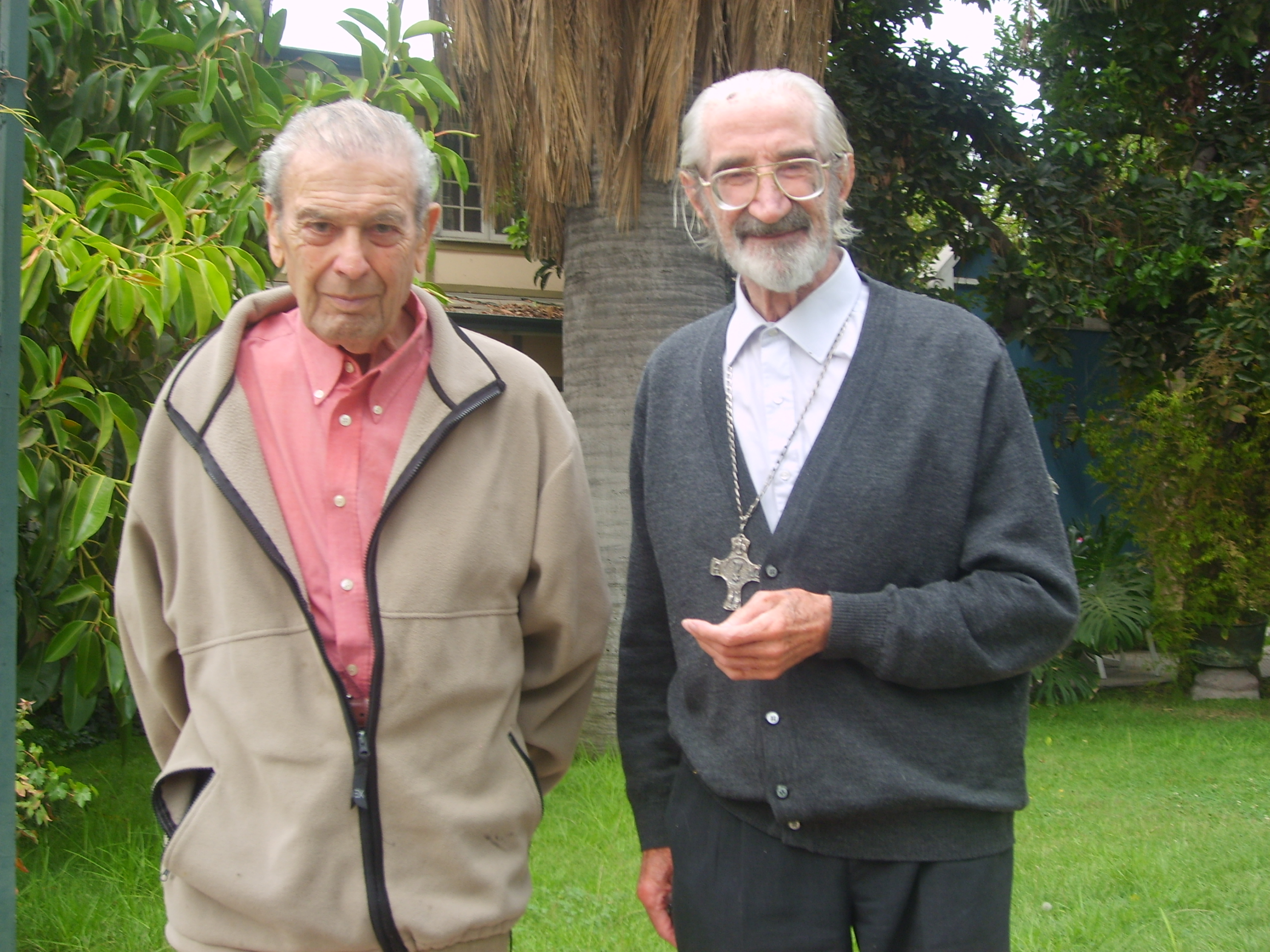
Fernando Castillo Velasco junto a monseñor Jorge Hourton, obispo auxiliar emérito de Temuco.

En 1992, para las primeras elecciones municipales después de la vuelta a la democracia, Castillo Velasco, a sus 73 años, postuló a alcalde de La Reina. A pesar de ser elegido con una alta votación tuvo que dividir su período y compartirlo con una minoría, de acuerdo al sistema electoral vigente.
Dos años más tarde, el presidente Eduardo Frei Ruiz-Tagle lo nombró intendente de la Región Metropolitana, lo que obligó a Castillo Velasco a dejar la administración de La Reina antes de terminar su tercer período como alcalde. Asumió el nuevo cargo el 11 de marzo de 1994, pero en septiembre renunció por no estar dispuesto a firmar un decreto que prohibiría una marcha del Partido Comunista con motivo del 11 de septiembre. Frei le aceptó la renuncia inmediatamente.
En las elecciones municipales de 1996 y de 2000 fue elegido nuevamente alcalde de La Reina, venciendo en ambas oportunidades a candidatos de derecha. Permanece en ese puesto hasta 2004, año en que decide no volver a postular.

### Últimos años

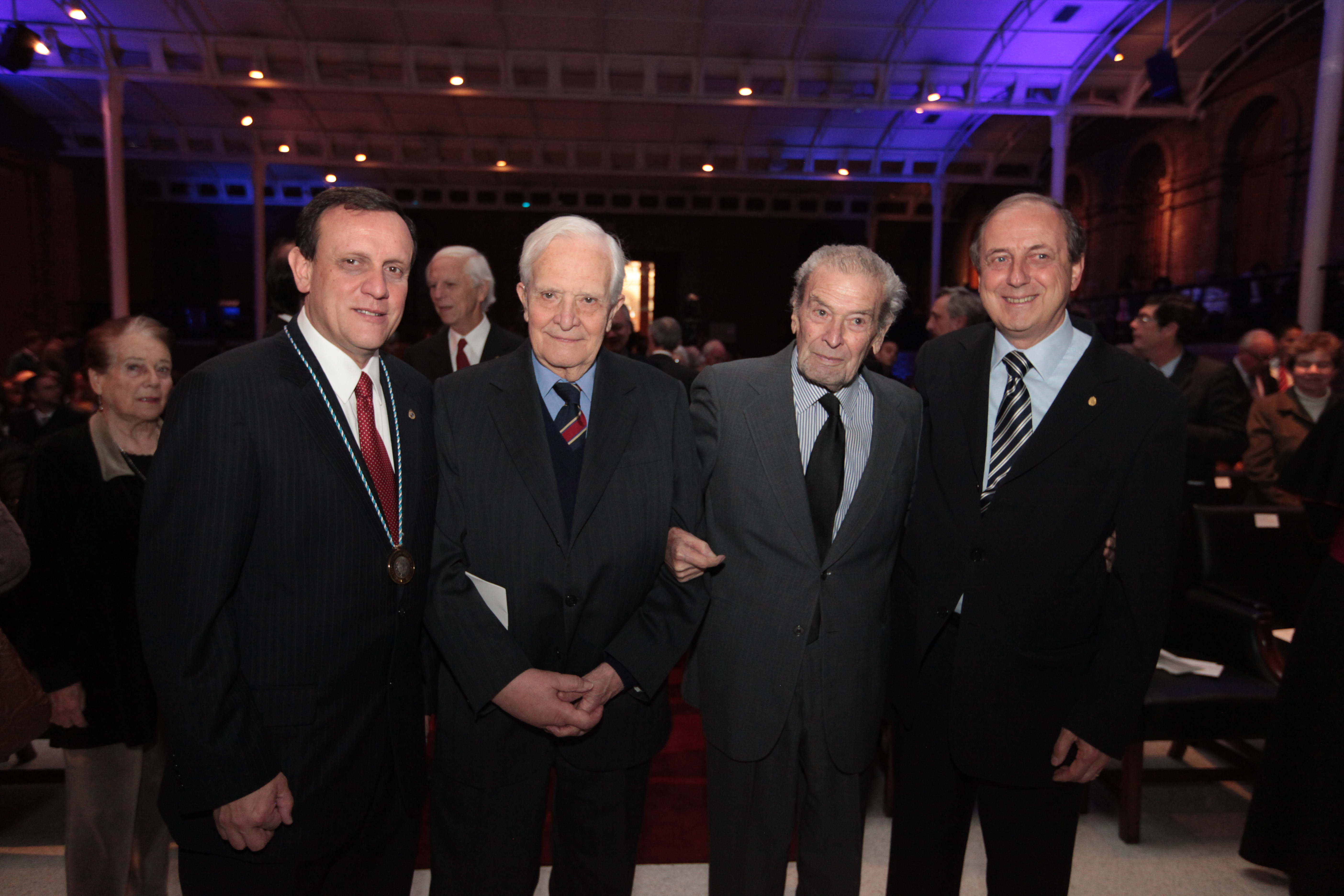
Castillo Velasco (el tercero de izquierda a derecha), en una de sus últimas actividades públicas, la cena por los 125 años de la PUC, en junio de 2013.

Después de dejar la alcaldía, Castillo Velasco se alejó de la política y se concentró en sus labores de profesor de la Universidad ARCIS y arquitecto.
En 2008 visitó España y dio una serie de conferencias en Andalucía sobre arquitectura social junto al mexicano Carlos González Lobo, el cubano Eusebio Leal, el argentino Ramón Gutiérrez, la colombiana María Elvira Madrinan (viuda de Rogelio Salmona) y el uruguayo Mariano Arana.
Ese mismo año recibió el Premio Bicentenario, reconocimiento otorgado por la Corporación del Patrimonio Cultural de Chile conjuntamente con la Universidad de Chile y la Comisión Bicentenario.
En 2011 fue nombrado doctor honoris causa por la Facultad de Arquitectura de la Universidad San Sebastián. El 4 de mayo de 2013 fue uno de los fundadores del movimiento Marca AC, que buscaba redactar una nueva Constitución Política para Chile mediante el establecimiento de una asamblea constituyente.

## Premios y distinciones

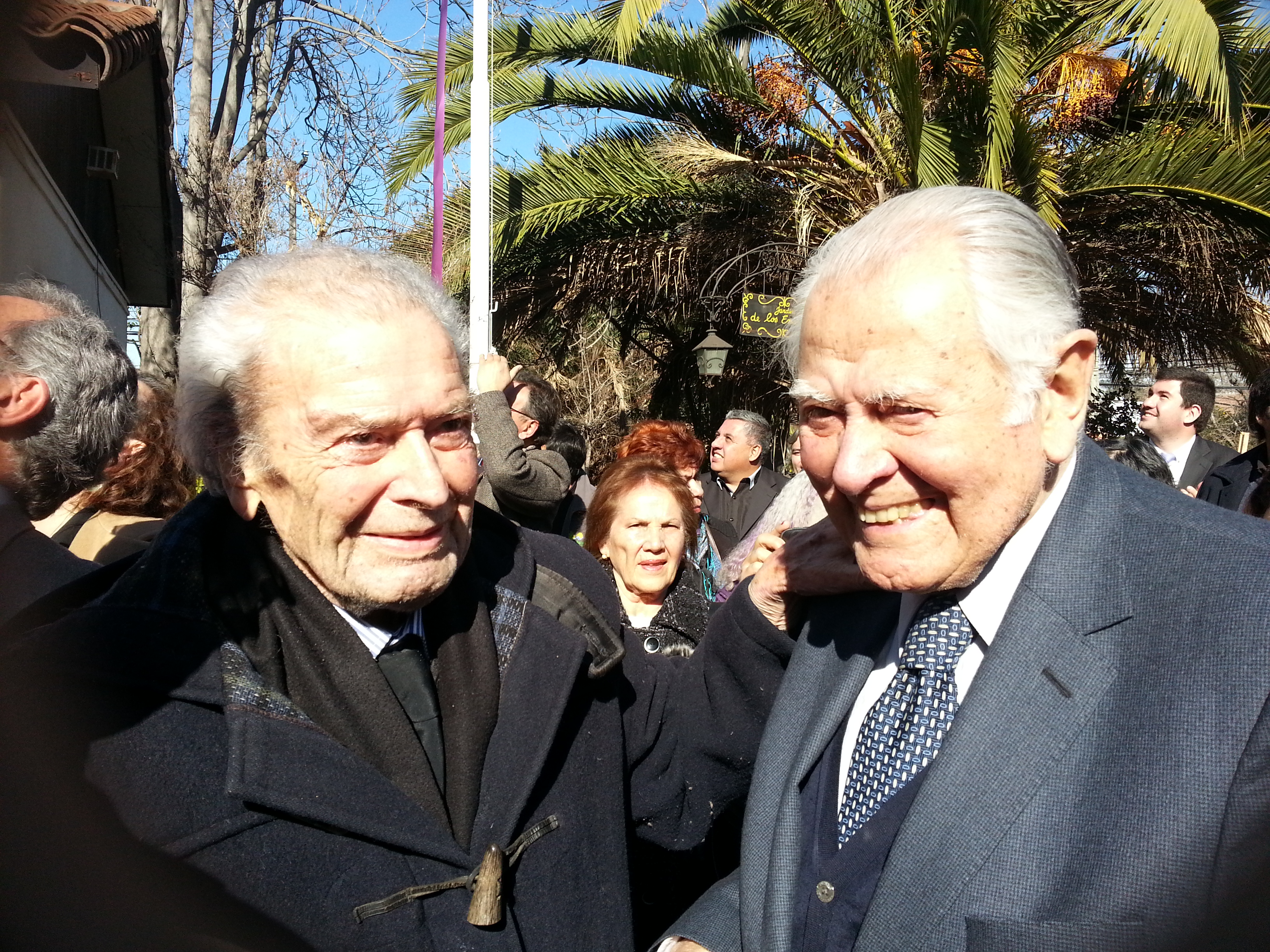
Fernando Castillo Velasco, junto al expresidente Patricio Aylwin, 18 días antes de su fallecimiento, el 1 de julio de 2013, cuando se le honró con el título de Padre Ilustre de la La Reina.

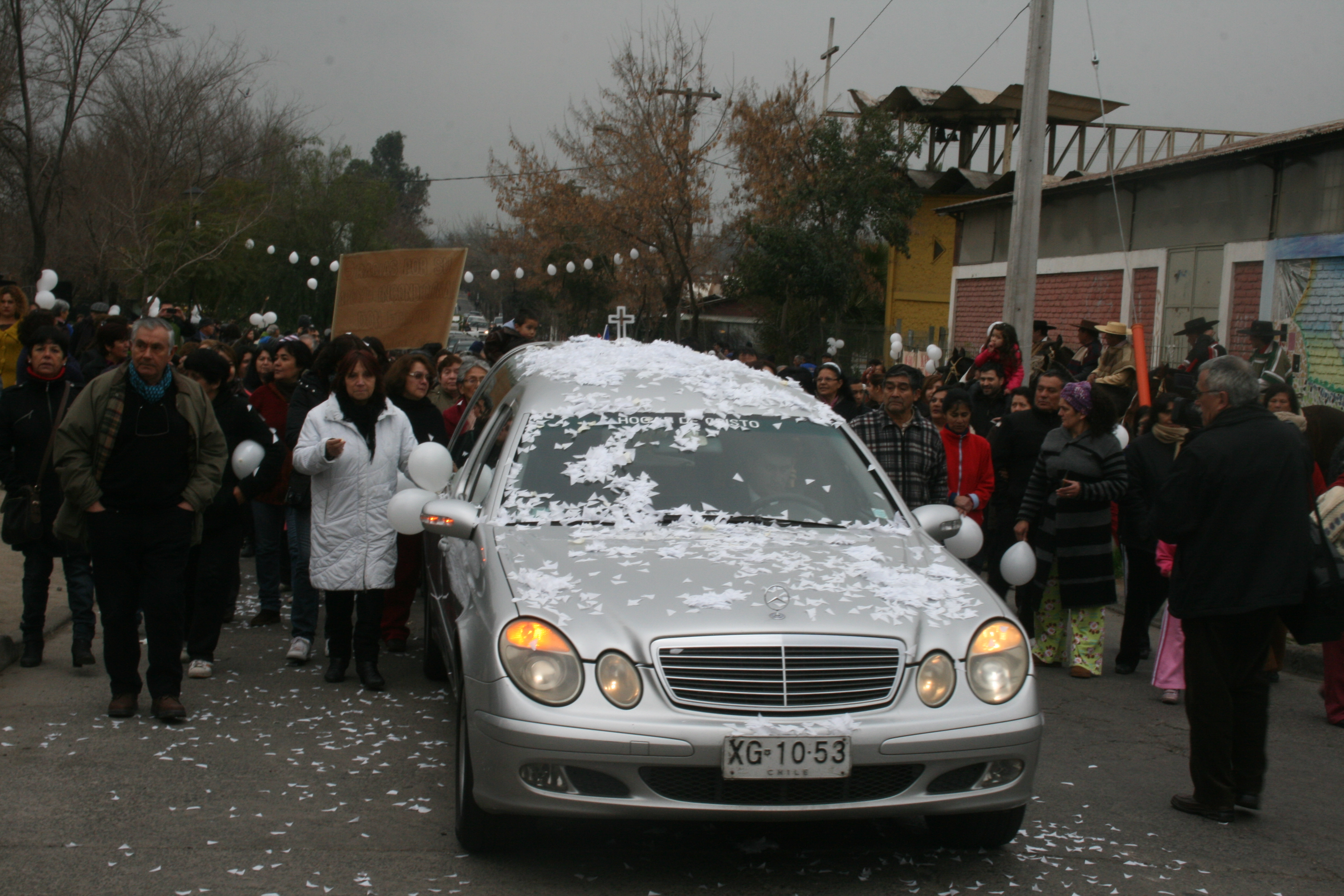
Los pobladores de Villa La Reina despidiendo a Fernando Castillo Velasco.

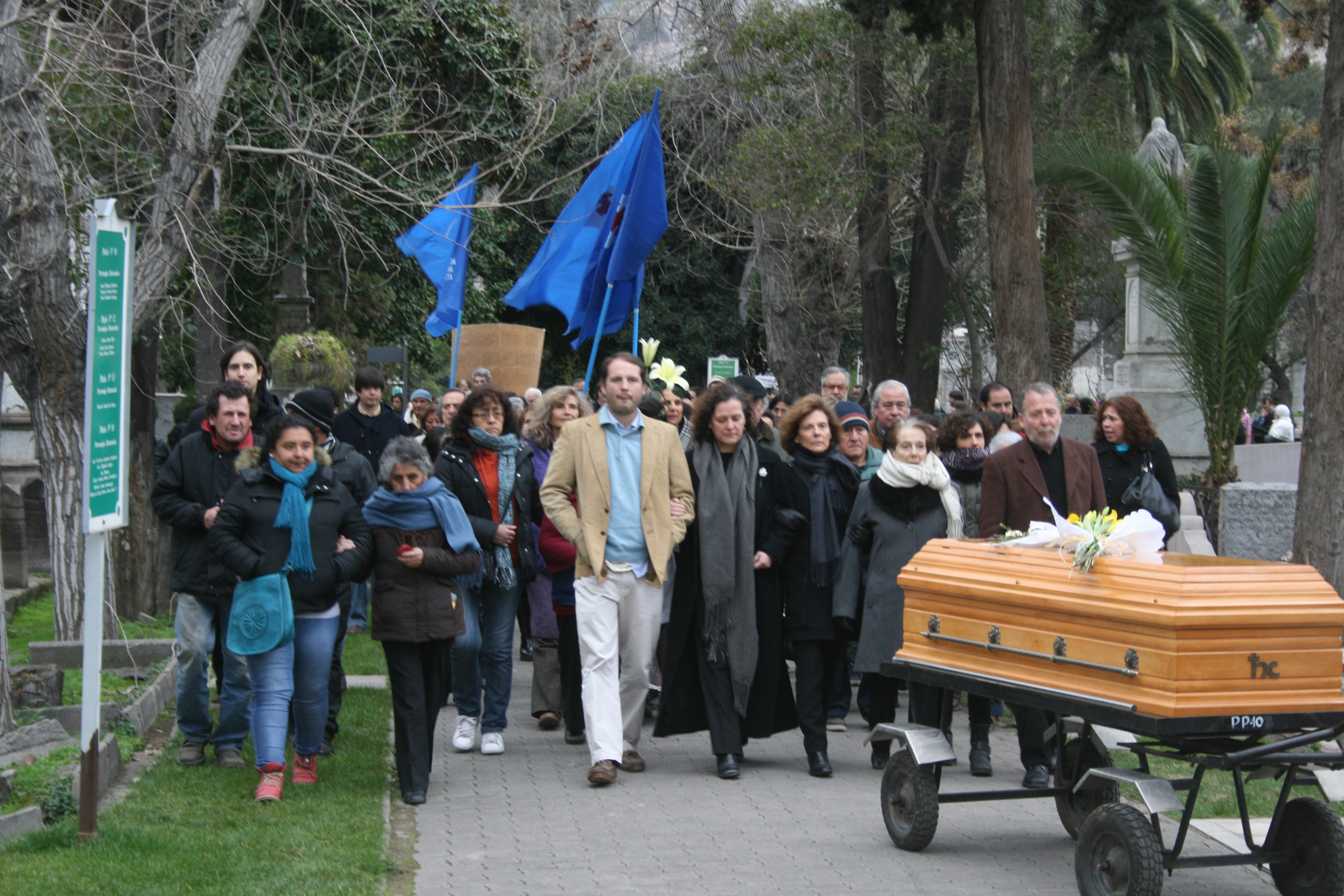
Funeral de Fernando Castillo Velasco en el Cementerio General.

- 1983: Premio Nacional de Arquitectura de Chile
- 1989: Premio América de Arquitectura (otorgado por los Seminarios de Arquitectura Latinoamericana)
- 2008: Premio Bicentenario (otorgado por la Corporación del Patrimonio Cultural de Chile, la Universidad de Chile y la Comisión Asesora Presidencial para el Bicentenario de la República)
- 2011: doctor honoris causa, por la Universidad San Sebastián[11]
- 2013: Padre Ilustre de la Comuna de La Reina
- 2014: En julio de 2014, en la Plaza Clorinda Henríquez de La Reina en Santiago se rebautizó un tramo de la avenida Larraín con su nombre.[12] Asimismo, la estación de la Línea 3 del Metro de Santiago antes denominada Larraín lleva el nombre del arquitecto.

## Historial electoral

### Elecciones municipales de 1992
Alcalde y concejales para la comuna de La Reina
| Candidato                     | Pacto                          | Partido | Votos  | %     | Resultado             |
| ----------------------------- | ------------------------------ | ------- | ------ | ----- | --------------------- |
| Fernando Castillo Velasco     | Concertación por la Democracia | PDC     | 16.900 | 32,99 | Alcalde 1.er Periodo  |
| María Olivia Gazmuri Schleyer | Participación y Progreso       | RN      | 9.700  | 18,93 | Alcaldesa 2.º Periodo |
| Hernán A. Büchi Guzmán        | Participación y Progreso       | UDI     | 5.102  | 9,96  | Concejal              |
| Sandra Papic                  | Concertación por la Democracia | PDC     | 3.038  | 5,93  | Concejal              |
| Martha Stefanowsky Bandyra    | Participación y Progreso       | RN      | 2.995  | 5,85  | Concejal              |
| Sara Campos Sallato           | Concertación por la Democracia | AHV     | 2.362  | 4,61  | Concejal              |

### Elecciones municipales de 1996
Alcalde y concejales para la comuna de La Reina
| Candidato                     | Pacto                          | Partido | Votos  | %     | Resultado |
| ----------------------------- | ------------------------------ | ------- | ------ | ----- | --------- |
| Fernando Castillo Velasco     | Concertación por la Democracia | PDC     | 14.929 | 31,09 | Alcalde   |
| Maria Olivia Gazmuri Schleyer | Unión por Chile                | RN      | 10.547 | 21,97 | Concejal  |
| Elizabeth Armstrong González  | Unión por Chile                | UDI     | 8.129  | 16,93 | Concejal  |
| Sandra Papic                  | Concertación por la Democracia | PDC     | 3.745  | 7,80  | Concejal  |
| Martha Stefanowsky Bandyra    | Unión por Chile                | RN      | 2.648  | 5,85  | Concejal  |
| Sergio Valderrama Saavedra    | Concertación por la Democracia | PRSD    | 1.010  | 2,10  | Concejal  |

### Elecciones municipales de 2000
Alcalde y concejales para la comuna de La Reina
| Candidato                    | Pacto                          | Partido               | Votos  | %     | Resultado |
| ---------------------------- | ------------------------------ | --------------------- | ------ | ----- | --------- |
| Fernando Castillo Velasco    | Concertación por la Democracia | PDC                   | 17.973 | 35,66 | Alcalde   |
| Elizabeth Armstrong González | Alianza por Chile              | UDI                   | 12.587 | 24,97 | Concejal  |
| Luis Montt Dubournais        | Alianza por Chile              | Independiente pro. RN | 12.064 | 23,93 | Concejal  |
| Adriana Muñoz Barrientos     | Concertación por la Democracia | PPD                   | 2.868  | 5,69  | Concejal  |
| Sergio Valderrama Saavedra   | Concertación por la Democracia | PRSD                  | 839    | 1,66  | Concejal  |
| Andrés Ugarte Navarrete      | Alianza por Chile              | UDI                   | 182    | 0,36  | Concejal  |